# Morgny-la-Pommeraye
Morgny-la-Pommeraye é uma comuna francesa na região administrativa da Normandia, no departamento de Sena Marítimo. Estende-se por uma área de 6,5 km². Em 2010 a comuna tinha 1 050 habitantes (densidade: 161,5 hab./km²).